# Roberto Bussinello
Roberto Bussinello (* 4. Oktober 1927 in Pistoia; † 24. August 1999 in Vicenza) war ein italienischer Automobilrennfahrer.

## Karriere
Bussinello hatte ein technisches Studium absolviert, als er 1958 mit 31 Jahren relativ spät begann Rennen zu fahren. Bussinello arbeitete als Techniker bei De Tomaso und fuhr die Tests mit deren Fahrzeugen. Immer öfter ging er aber auch bei richtigen Rennen an den Start. Er fuhr den de Tomaso F2, den ersten Formel-2-Wagen des Werks, bei seiner Premiere in Modena 1960 sowie bei dem nicht zur Weltmeisterschaft zählenden Formel-1-Rennen in Neapel 1961, den er als Fünfter beendete. Nach einem vierten Gesamtrang bei der Coppa Italia 1961 durfte Bussinello schließlich den De Tomaso F1-004 auch bei einem Weltmeisterschaftslauf steuern. Beim Großen Preis von Italien 1961 in Monza ging er vom 24. Startplatz aus ins Rennen (33 Fahrzeuge waren am Start). Das Rennen konnte er nach einem Motorschaden aber nicht beenden.
1963 wechselte Bussinello zu Alfa Romeo. 1964 wurde er auf einem Alfa Romeo TZ gemeinsam mit Nino Todaro Dritter bei der Targa Florio und gewann das 6-Stunden-Rennen im Sandown Park.
1965 fuhr er noch einmal in der Automobil-Weltmeisterschaft. Wieder war er in Monza am Start, diesmal für die Scuderia Centro Sud, die ihm einen BRM P57 anvertraute. Bussinello schied nach Problemen mit dem Öldruck erneut vorzeitig aus.
Nach seiner Rückkehr zu De Tomaso beendete er seine aktive Karriere und war bis Mitte der 1970er-Jahre als Technischer Direktor für die Sportwagenaktivitäten der italienischen Marke verantwortlich.

## Statistik

### Statistik in der Automobil-Weltmeisterschaft
Diese Statistik umfasst alle Teilnahmen des Fahrers an der Automobil-Weltmeisterschaft, die heutzutage als Formel-1-Weltmeisterschaft bezeichnet wird.

#### Gesamtübersicht
| Saison | Team                | Chassis          | Motor             | Rennen | Siege | Zweiter | Dritter | Poles | schn. Rennrunden | Punkte | WM-Pos. |
| ------ | ------------------- | ---------------- | ----------------- | ------ | ----- | ------- | ------- | ----- | ---------------- | ------ | ------- |
| 1961   | Isobele de Tomaso   | De Tomaso F1-004 | Alfa Romeo 1.5 L4 | 1      | −     | −       | −       | −     | −                | −      | NC      |
| 1965   | Scuderia Centro Sud | BRM P57          | BRM 1.5 V8        | 1      | −     | −       | −       | −     | −                | −      | NC      |
| Gesamt | Gesamt              | Gesamt           | Gesamt            | 2      | −     | −       | −       | −     | −                | −      |         |

#### Einzelergebnisse
| Saison | 1 | 2 | 3 | 4 | 5 | 6   | 7  | 8 | 9 | 10 |
| ------ | - | - | - | - | - | --- | -- | - | - | -- |
| 1961   |   |   |   |   |   |     |    |   |   |    |
|        |   |   |   |   |   | DNF |    |   |   |    |
| 1965   |   |   |   |   |   |     |    |   |   |    |
|        |   |   |   |   |   | DNQ | 13 |   |   |    |

| Legende  | Legende            | Legende                                                          |
| Farbe    | Abkürzung          | Bedeutung                                                        |
| -------- | ------------------ | ---------------------------------------------------------------- |
| Gold     | –                  | Sieg                                                             |
| Silber   | –                  | 2. Platz                                                         |
| Bronze   | –                  | 3. Platz                                                         |
| Grün     | –                  | Platzierung in den Punkten                                       |
| Blau     | –                  | Klassifiziert außerhalb der Punkteränge                          |
| Violett  | DNF                | Rennen nicht beendet (did not finish)                            |
| Violett  | NC                 | nicht klassifiziert (not classified)                             |
| Rot      | DNQ                | nicht qualifiziert (did not qualify)                             |
| Rot      | DNPQ               | in Vorqualifikation gescheitert (did not pre-qualify)            |
| Schwarz  | DSQ                | disqualifiziert (disqualified)                                   |
| Weiß     | DNS                | nicht am Start (did not start)                                   |
| Weiß     | WD                 | zurückgezogen (withdrawn)                                        |
| Hellblau | PO                 | nur am Training teilgenommen (practiced only)                    |
| Hellblau | TD                 | Freitags-Testfahrer (test driver)                                |
| ohne     | DNP                | nicht am Training teilgenommen (did not practice)                |
| ohne     | INJ                | verletzt oder krank (injured)                                    |
| ohne     | EX                 | ausgeschlossen (excluded)                                        |
| ohne     | DNA                | nicht erschienen (did not arrive)                                |
| ohne     | C                  | Rennen abgesagt (cancelled)                                      |
| ohne     | keine WM-Teilnahme |                                                                  |
| sonstige | P/fett             | Pole-Position                                                    |
| sonstige | 1/2/3/4/5/6/7/8    | Punktplatzierung im Sprint-/Qualifikationsrennen                 |
| sonstige | SR/kursiv          | Schnellste Rennrunde                                             |
| sonstige | *                  | nicht im Ziel, aufgrund der zurückgelegten Distanz aber gewertet |
| sonstige | ()                 | Streichresultate                                                 |
| sonstige | unterstrichen      | Führender in der Gesamtwertung                                   |

### Le-Mans-Ergebnisse
| Jahr | Team                   | Fahrzeug               | Teamkollege   | Platzierung             | Ausfallgrund |
| ---- | ---------------------- | ---------------------- | ------------- | ----------------------- | ------------ |
| 1964 | Scuderia St. Ambroseus | Alfa Romeo Giulia TZ   | Bruno Deserti | Rang 13 und Klassensieg |              |
| 1965 | Autodelta SpA          | Alfa Romeo Giulia TZ/2 | Jean Rolland  | Ausfall                 | Motorschaden |

### Sebring-Ergebnisse
| Jahr | Team                   | Fahrzeug             | Teamkollege        | Teamkollege     | Platzierung | Ausfallgrund    |
| ---- | ---------------------- | -------------------- | ------------------ | --------------- | ----------- | --------------- |
| 1964 | Scuderia Sant Ambroeus | Alfa Romeo Giulia TZ | Giampiero Biscaldi | Consalvo Sanesi | Ausfall     | Unfall          |
| 1965 | Autodelta S.p.A.       | Alfa Romeo Giulia TZ | Andrea de Adamich  |                 | Rang 24     |                 |
| 1967 | Autodelta              | Alfa Romeo T33       | Nanni Galli        |                 | Ausfall     | Zündungsschaden |

### Einzelergebnisse in der Sportwagen-Weltmeisterschaft
| Saison | Team                   | Rennwagen                          | 1   | 2   | 3   | 4   | 5   | 6   | 7   | 8   | 9   | 10  | 11  | 12  | 13  | 14  | 15  | 16  | 17  | 18  | 19  | 20  | 21  | 22  |
| ------ | ---------------------- | ---------------------------------- | --- | --- | --- | --- | --- | --- | --- | --- | --- | --- | --- | --- | --- | --- | --- | --- | --- | --- | --- | --- | --- | --- |
| 1963   |                        | Alfa Romeo Giulia                  | DAY | SEB | SEB | TAR | SPA | MAI | NÜR | CON | ROS | LEM | MON | WIS | TAV | FRE | CCE | RTT | OVI | NÜR | MON | MON | TDF | BRI |
| 1963   |                        | Alfa Romeo Giulia                  |     |     |     |     |     |     |     |     |     |     |     |     |     |     |     | 8   |     |     |     |     |     |     |
| 1964   | Scuderia Sant Ambroeus | Alfa Romeo TZ                      | DAY | SEB | TAR | MON | SPA | CON | NÜR | ROS | LEM | REI | FRE | CCE | RTT | SIM | NÜR | MON | TDF | BRI | BRI | PAR |     |     |
| 1964   | Scuderia Sant Ambroeus | Alfa Romeo TZ                      |     | DNF | 3   |     |     |     | 14  |     | 13  |     |     |     |     |     |     |     |     |     |     |     |     |     |
| 1965   | Autodelta              | Alfa Romeo TZ Alfa Romeo GTA       | DAY | SEB | BOL | MON | MON | RTT | TAR | SPA | NÜR | MUG | ROS | LEM | REI | BOZ | FRE | CCE | OVI | NÜR | BRI | BRI |     |     |
| 1965   | Autodelta              | Alfa Romeo TZ Alfa Romeo GTA       |     | 24  |     |     | 7   |     | DNF |     | 30  | DNF |     | DNF |     |     |     |     |     |     |     |     |     |     |
| 1966   | Autodelta              | Alfa Romeo TZ De Tomaso Sport 5000 | DAY | SEB | MON | TAR | SPA | NÜR | LEM | MUG | CCE | HOK | SIM | NÜR | ZEL |     |     |     |     |     |     |     |     |     |
| 1966   | Autodelta              | Alfa Romeo TZ De Tomaso Sport 5000 |     |     | DNF | 10  |     | DNF |     | DNF |     |     |     |     |     |     |     |     |     |     |     |     |     |     |
| 1967   | Autodelta              | Alfa Romeo T33                     | DAY | SEB | MON | SPA | TAR | NÜR | LEM | HOK | MUG | BRH | CCE | ZEL | OVI | NÜR |     |     |     |     |     |     |     |     |
| 1967   | Autodelta              | Alfa Romeo T33                     |     | DNF |     |     |     | 5   |     |     |     |     |     |     |     |     |     |     |     |     |     |     |     |     |